# Escut de Montmeló
L'escut oficial de Montmeló té el següent blasonament:
Escut caironat: d'argent, un mont de tres cims de sinople movent de la punta, amb el cim central més alt i somat de tres creus llatines de sable, carregat d'una faixa ondada d'atzur rivetada d'argent. Per timbre, una corona de vila.

## Història
Va ser aprovat l'11 de març de 2010 i publicat al DOGC número 5.600 l'1 d'abril del mateix any.
El mont, un senyal parlant, representa la presència a la localitat del turó anomenat de les Tres Creus; és un element que representa tradicionalment la vila de Montmeló, amb versions diferents –bé amb un mont de tres cims, bé amb tres monts acostats i somats d'una creu–, si més no des de 1856. La faixa ondada simbolitza el naixement del riu Besòs al territori municipal.